# 新安托尼夫卡 (諾維布格區)
47°45′55″N 32°26′19″E / 47.76528°N 32.43861°E
新安托尼夫卡（烏克蘭語：Новоантонівка），是烏克蘭南部的村莊，隸屬尼古拉耶夫州的巴什坦卡區。該村面積0.22平方公里，海拔高度66米，2001年人口76，人口密度每平方公里345.5人。